# برناردو رویس
برناردو رویس (اسپانیایی: Bernardo Ruiz‎؛ زادهٔ ۸ ژانویهٔ ۱۹۲۵- ۱۴ اوت ۲۰۲۵) دوچرخه‌سوار اهل اسپانیا است. وی در مسابقات تور دو فرانس شرکت کرده‌است.